# Ventín (Fornelos de Montes)
Ventín (oficialmente San Miguel de Ventín) es una parroquia española del municipio de Fornelos de Montes, perteneciente a la provincia de Pontevedra, en la comunidad autónoma de Galicia. En 2023, tenía empadronados 204 habitantes.